# Sinagoga Hurva
La Gran Sinagoga Hurva (hebreu: בית הכנסת החורבה‎) és una sinagoga que es troba en el Barri jueu de la ciutat vella de Jerusalem. Aquesta va ser la principal sinagoga de la comunitat asquenazita, fins a la Guerra araboisraeliana de 1948. En 1864, la comunitat dels perushim, els deixebles del Gaó de Vílnius, van erigir una sinagoga oficialment consagrada amb el nom de Beit Yaakov. És aquesta darrera la que va ser destruïda durant la guerra àraboisraeliana de 1948. Després de la captura de la ciutat vella de Jerusalem en 1967 molts projectes es van presentar per a la reconstrucció de la sinagoga, incloent-hi el projecte de l'arquitecte nord-americà Louis Kahn. Després d'anys de deliberació, un arc commemoratiu va ser construït en 1977 en el lloc, convertint-se en un símbol important del barri jueu. Els plans per a la reconstrucció de la sinagoga original, van ser aprovats pel Govern d'Israel en l'any 2000. La inauguració de la sinagoga reconstruïda va tenir lloc els dies 14 i 15 de març de 2010.